# Oribatula zhangi
Oribatula zhangi är en kvalsterart som beskrevs av Wang och Xiaolong Cui 1996. Oribatula zhangi ingår i släktet Oribatula och familjen Oribatulidae. Inga underarter finns listade i Catalogue of Life.